# Økonomisk Institut
Økonomisk Institut ved Københavns Universitet varetager undervisning og forskning i økonomi. Instituttet er en del af det samfundsvidenskabelige fakultet. Institutleder (siden 2023) er professor Henrik Hansen.

## Historie
Instituttet kan føre sin historie tilbage til 1848, hvor studiet af økonomi (dengang betegnet som statsvidenskab - ikke at forveksle med det langt yngre studium af statskundskab, som er en uddannelse i politologi) startede ved universitetet. Indtil 1936, hvor Det Økonomiske og Juridiske Fakultet ved Aarhus Universitet blev oprettet, var instituttet det eneste sted i Danmark, hvor man kunne få en universitetsuddannelse i økonomi. Instituttet er vokset støt i tidens løb, målt på antallet af såvel studerende som ansatte. Det fusionerede i 1990'erne med et tidligere selvstændigt institut for samfundsvidenskabelig statistik.

## Uddannelse
Instituttet tilbyder uddannelse på bachelor-, kandidat- og ph.d.-niveau i økonomi. Af historiske årsager er titlen på en kandidat i økonomi fra Københavns Universitet cand.polit., mens den tilsvarende betegnelse for økonomer fra andre danske universiteter er cand.oecon.. Kandidater fra Københavns Universitet kan også i stedet vælge titlen cand.oecon., hvilket dog sker yderst sjældent. Desuden tilbyder instituttet efteruddannelse, et sidefag i erhvervsøkonomi og en årlig sommerskole, og instituttets ansatte underviser på matematik-økonomi-studiet, der administrativt er tilknyttet det natur- og biovidenskabelige fakultet.

## Forskning
Der er ca. 95 forskere (professorer, lektorer, adjunkter og postdocs) og ca. 45 ph.d.-studerende ansat ved instituttet, der udover undervisningen forsker i en række forskellige områder indenfor økonomisk teori og empiri. Instituttet beskæftiger sig med ni overordnede forskningsområder:
- Økonometri og empirisk økonomi
- Teoretisk og anvendt statistik og demografi
- Mikroøkonomi
- Makroøkonomi, herunder pengeteori og international økonomi
- Finansiering
- Offentlig økonomi og regulering
- Erhvervs- og industriøkonomi
- Økonomisk historie og økonomisk teorihistorie
- Udviklingsøkonomi

## Kendte personer
Kendte økonomer, der har været ansat på Økonomisk Institut som forskere, omfatter Frederik Zeuthen (som såvel Zeuthen-prisen som Zeuthen Lectures er opkaldt efter), Lauritz Vilhelm Birck, den første danske kvindelige økonomiprofessor Ellen Andersen, Karl Vind, Birgit Grodal, Søren Johansen og Niels Thygesen, overvismændene Carl Iversen, Anders Ølgaard, Niels Kærgård, Peter Birch Sørensen og Hans Jørgen Whitta-Jacobsen samt nationalbankdirektørerne Erik Hoffmeyer og Bodil Nyboe Andersen.

## Socialøkonomisk Samfund
Socialøkonomisk Samfund er en forening, der primært tæller studerende og yngre kandidater fra økonomistudiet. Dets formål er gennem foredrag, møder og debatter at skabe et forum for faglig diskussion af aktuelle økonomiske problemstillinger. Samfundet uddeler hvert år Zeuthen-prisen til den bedste artikel skrevet på baggrund af et speciale indleveret ved Økonomisk Institut på Københavns Universitet og (i samarbejde med instituttet) Den Usynlige Hånd til den bedste underviser på Økonomisk Institut.

## Zeuthen Lectures
Økonomisk Institut har siden 1996 holdt en årlig forelæsningsrække kaldet Zeuthen Lectures, opkaldt efter Frederik Zeuthen, der var professor ved instituttet fra 1930 til 1958. Her holder en internationalt anerkendt økonom (heriblandt flere Nobelpristagere) tre forelæsninger om sit arbejdsområde, suppleret med en "Zeuthen Workshop" for yngre økonomer. En del af forelæsningerne udgives siden i bogform i serien Zeuthen Lectures Book Series af MIT Press.

### Afholdte Zeuthen Lectures
- 2023: Janet Currie:  “Child Health and Public Policy”[8]
- 2021: Henrik Kleven: "Children and Gender Inequality"
- 2018: Markus K. Brunnermeier: "The International Financial and Monetary Architecture"
- 2016: Oded Galor: "The Biogeographical Origins of the Wealth of Nations"
- 2014: Orazio Attanasio:"The Life Cycle Model of Individual Choices: A Unifying Framework!
- 2012: Daron Acemoglu: " Success and Failure of Nations"
- 2010: Jordi Galí: "Unemployment Fluctuations and Stabilization Policies: A New Keynesian Perspective"
- 2008: Joel Slemrod: "Tax Systems"
- 2007: Robert Feenstra: "New Product Varieties, the Terms of Trade, and the Measurement of Real GDP"
- 2006: Tim Bollerslev: "Financial Market Volatility: From ARCH and GARCH to High-Frequency Data and Realized Volatilities"
- 2005: Matthew Rabin: "An Economic Theorist Thinks about Paternalism"
- 2004: Eric Maskin: "Auctions, Resource Allocation and Efficiency"
- 2003: Richard Blundell: "Measuring and Modelling Consumer Behavior: What Can We Learn from Micro Data?"
- 2002: Ernst Fehr: "The Behavioral Economics of Incentives"
- 2001: Philippe Aghion: "Competition and Growth"
- 2000: Dale T. Mortensen: "Why are Similar People Paid Differently?"
- 1999: Maurice Obstfeld: "Understanding Currency Crises"
- 1998: Torsten Persson og Guido Tabellini: "Political Economics and Economic Policy"
- 1997: David F. Hendry: "Economic Forecasting"
- 1996: Ariel Rubinstein: "Modeling Bounded Rationality"